# دنباله‌دار انکه

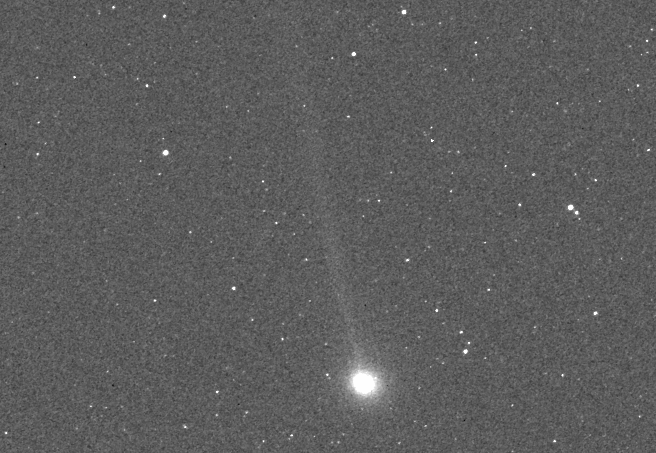
تصویربرداری مسنجر از «دنباله‌دار انکه» در نزدیک‌ترین فاصله به عطارد - نوامبر ۲۰۱۳

دنباله‌دار اِنکه در سال ۱۷۸۶ توسط پیر مچین کشف شد.
دنباله‌داری با کوتاه‌ترین دورهٔ مداری شناخته‌شده، برابر با ۳٬۳ سال. این دنباله‌دار به‌افتخار ریاضی‌دان و اخترشناس آلمانی، یوهان فرانتس اِنکه (۱۷۹۱–۱۸۶۵)، نام‌گذاری شده‌است که در ۱۸۱۹، مدار آن را با توجه به دیدارهای پیشین محاسبه کرد. نخستین‌بار اخترشناس فرانسوی، پیِر مِشَن، در ۱۷۸۶ این دنباله‌دار را دیده بود. اِنکه سرمنشأ بارش‌های شهابی ثوری است و شاید تکه‌ای از آن در ۱۹۰۸، در رویداد تونگوسکا، به زمین اصابت کرده باشد. در ۱۹۱۳، آنکه نخستین دنباله‌داری بود که اخترشناسان رصدخانهٔ ماونت ویلسون آن را در کالیفرنیای آمریکا با عکس‌برداری در نزدیکی اوج خورشیدی، دورترین فاصلهٔ مداری آن از خورشید، در سراسر مسیر مدارش رصد کردند.
این دنباله دار در ۲۲ مهر ۱۴۰۲ با قدر ۸ در شرایط رصدی مناسبی قرار گرفته بود.